# Oribatula lineata
Oribatula lineata är en kvalsterart som först beskrevs av Hammer 1979.  Oribatula lineata ingår i släktet Oribatula och familjen Oribatulidae. Inga underarter finns listade i Catalogue of Life.